# Bankstown
Bankstown est une ville australienne de l'agglomération de Sydney située dans la zone d'administration locale de Canterbury-Bankstown en Nouvelle-Galles du Sud.

## Géographie
Bankstown est situé à environ 20 km au sud-ouest du centre-ville de Sydney. Elle est limitrophe de Chullora au nord, Mount Lewis et Punchbowl à l'est, Padstow au sud et Condell Park à l'ouest.

### Climat
Bankstown a un climat subtropical humide  (Köppen: Cfa) avec des étés modérément chauds et des hivers doux, avec des nuits fraîches. La pluviométrie est modérée: 798,4 mm par an, avec un léger maximum. La ville a 74.0 jours clairs et 103.7 jours nuageux  annuellement. La température la plus élevée enregistrée est de 47,0 ºC le 4 janvier 2020, tandis que la température la plus basse est de −4,0 ºC le 26 juillet 1968.
| Mois                                            | jan. | fév.  | mars | avril | mai  | juin | jui. | août | sep. | oct. | nov. | déc. | année |
| ----------------------------------------------- | ---- | ----- | ---- | ----- | ---- | ---- | ---- | ---- | ---- | ---- | ---- | ---- | ----- |
| Température minimale moyenne (°C)               | 18,5 | 18,3  | 16,4 | 12,8  | 9,3  | 6,9  | 5,4  | 6    | 8,9  | 12   | 14,7 | 16,8 | 12,2  |
| Température maximale moyenne (°C)               | 29   | 28,2  | 26,5 | 24    | 20,8 | 18   | 17,6 | 19,3 | 22,2 | 24,4 | 25,8 | 27,6 | 23,6  |
| Record de froid (°C)                            | 10,4 | 10    | 7,8  | 2,4   | 0,7  | −1,9 | −4   | −0,7 | 0    | 4,4  | 6,8  | 6,3  | −4    |
| Record de chaleur (°C)                          | 47   | 45,3  | 41,3 | 36,9  | 28,8 | 25,4 | 26,8 | 30,2 | 35,6 | 39,7 | 43,1 | 44,9 | 47    |
| Précipitations (mm)                             | 87,3 | 107,3 | 81,7 | 67,1  | 55,1 | 83   | 44,5 | 42,7 | 44,2 | 53,2 | 67,8 | 66,6 | 798,4 |
| dont nombre de jours avec précipitations ≥ 1 mm | 7,6  | 7,4   | 8,3  | 6,2   | 5,8  | 6,8  | 5,4  | 3,9  | 5    | 6    | 7,4  | 7,5  | 77,3  |
| Humidité relative (%)                           | 54   | 57    | 56   | 53    | 55   | 55   | 52   | 43   | 44   | 48   | 52   | 52   | 52    |

## Histoire
Avant la colonisation par les Européens, une grande partie de la région était occupée par le bois des plaines du Cumberland. La forêt de Turpentine-Ironbark couvrait la majeure partie de ce qui est maintenant Bankstown. La région était habitée par une tribu aborigène appelée Eora. Leur territoire était bordé par ceux des Dharawals et des Darungs personnes. Les aborigènes s'opposèrent fermement aux colons européens. Leur résistance a cessé après qu'un certain nombre de leurs dirigeants aient été tués ou emprisonnés en 1816. Cette année-là, une épidémie éclata chez les autochtones qui réduisit leur population, ce qui également contribua à la fin de leur résistance.
En 1795, Matthew Flinders et George Bass ont exploré la rivière Georges sur environ 30 kilomètres au-delà de ce qui avait été précédemment étudié et remirent un rapport favorable au gouverneur Hunter pour habiter la région. Hunter examina le pays lui-même, et créa l'ébauche d'une ville, appelée Banks Town, et écrit aujourd'hui Bankstown.
Hunter l'avait appelée ainsi en l'honneur du botaniste Sir Joseph Banks, qui s'était rendu en Australie avec le capitaine James Cook en 1770. Le domaine de premier établissement européen sur la rivière a été partiellement préservé dans le cadre du Parc régional Mirambeena. La Ville de Bankstown comprend de vastes zones du Parc national de la rivière Georges.
Cent ans après sa création, Bankstown a été proclamée district municipal, le 9 septembre 1895. À ce moment-là on avait le sentiment de l'imminence de la croissance de la région qui a été encore renforcée par la promesse d'une extension des lignes de chemin de fer. Les municipalités voisines d'Enfield et d'Auburn avaient annoncé leur intention d'absorber Bankstown, chacune pour elle. Cependant, une pétition fut organisée et signée par 300 résidents demandant que Bankstown conserve son statut. Et le 9 septembre 1895 Bankstown a été proclamée district municipal. La première élection a eu lieu le 2 novembre 1895. Avec 884 électeurs inscrits, 112 personnes ont voté pour un total de 213 voix. Chaque contribuable avait en effet droit à 1,4 voix selon la valeur estimée de ses biens. Les femmes n'étaient pas été autorisées à voter à cette époque.

## Démographie
En 2016, la population s'élevait à 32 113 habitants.

## Personnalités
La ville compte comme personnalités l'ancien Premier ministre australien Paul Keating ou encore le nageur Ian Thorpe.

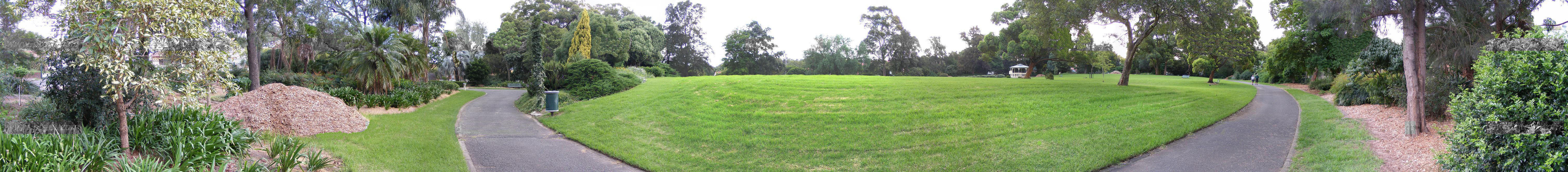
Jardin botanique, Bankstown

## Galerie

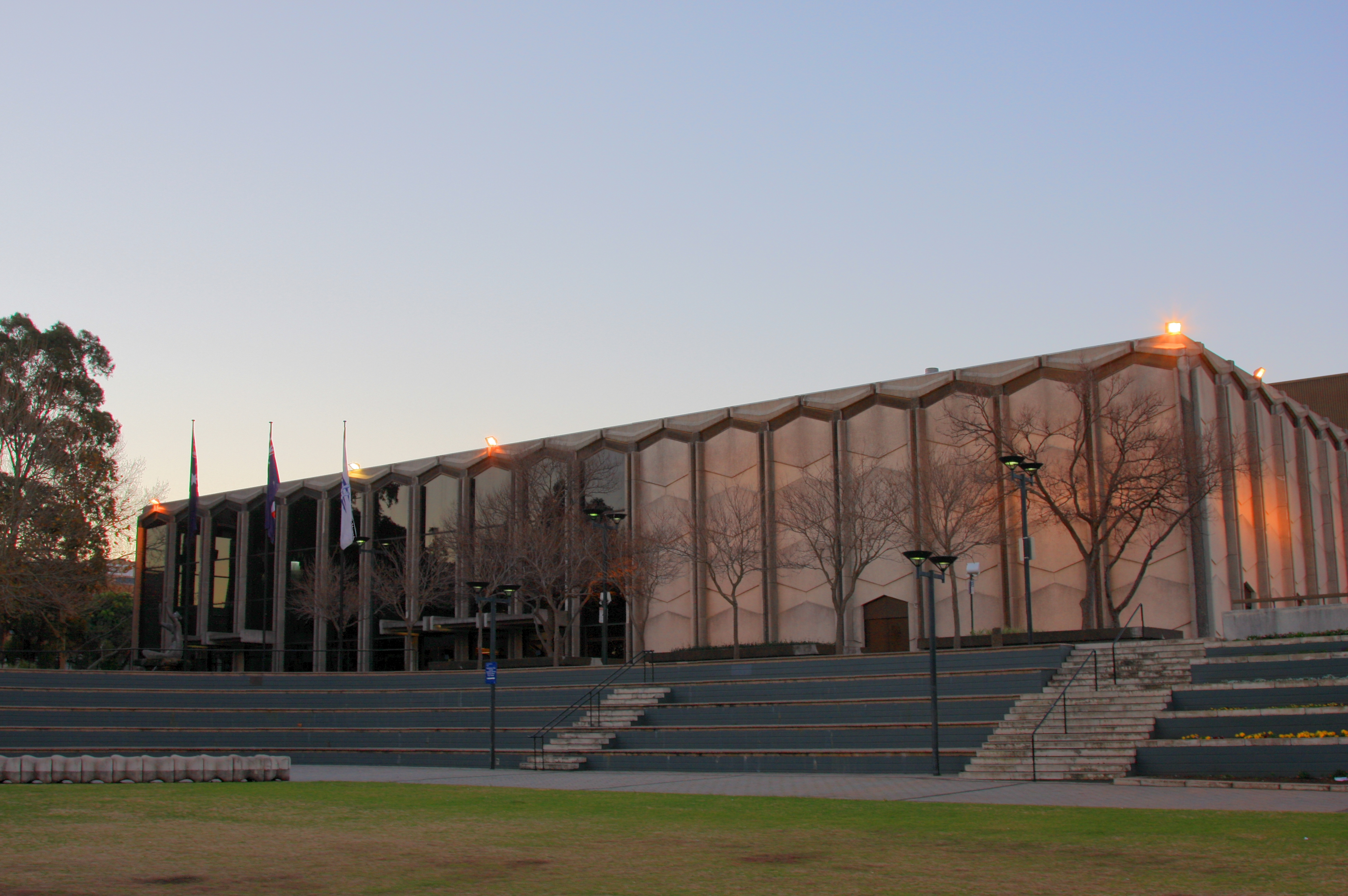
Mairie de Bankstown
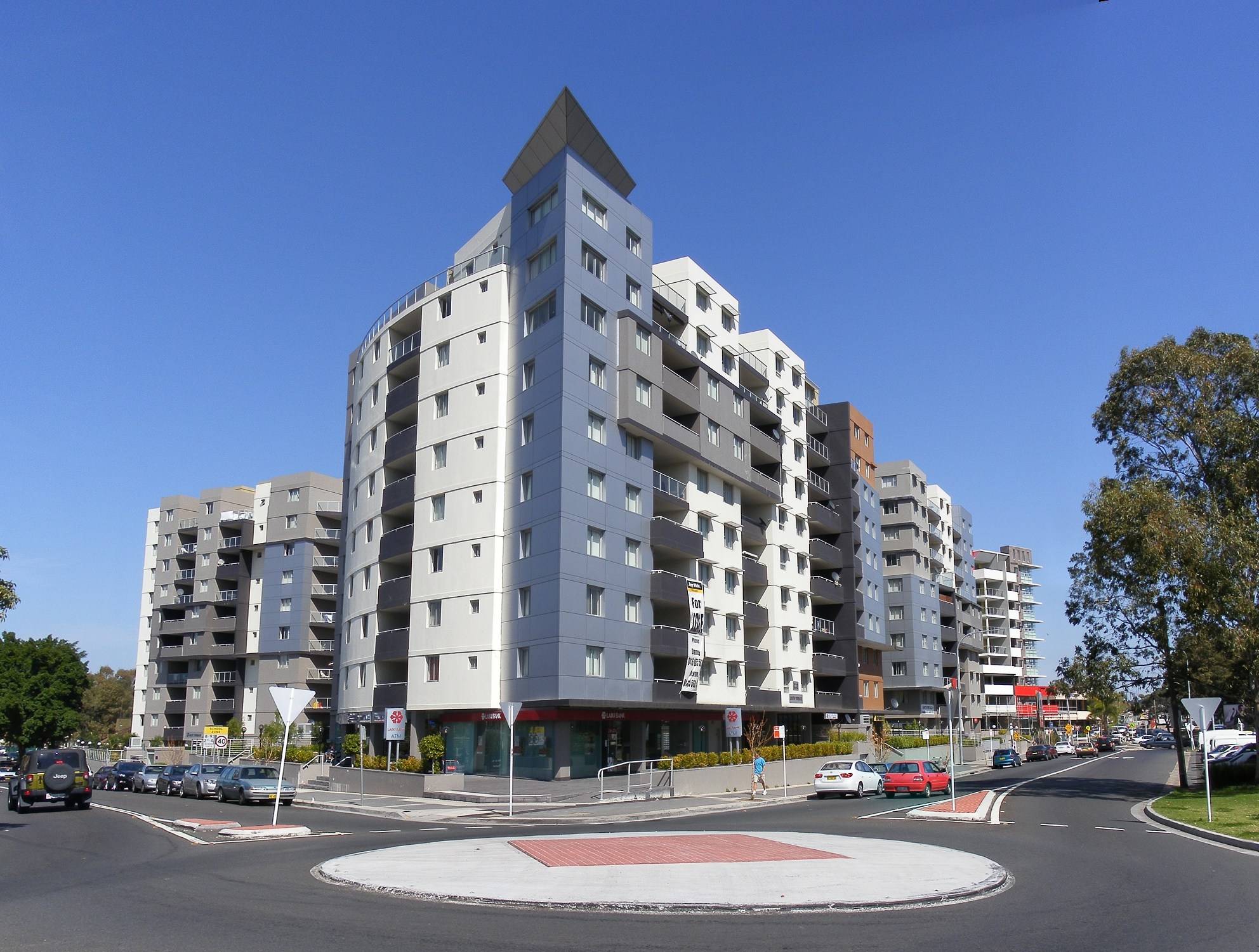
Appartements à Bankstown
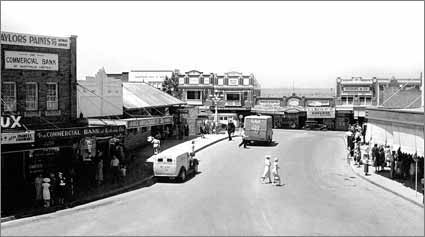
Place commerçante de Bankstown en 1946